# Диошдьор ВТК
Диошдьор ВТК (на унгарски: Diósgyőr-Vasgyári Testgyakorlók Köre, (унгарско произношение ˈdioːʃɟøːri veː teː kaː), или просто Диошдьор е унгарски футболен клуб от град Мишколц. Всъщност отборът е от град Диошдьор – старинен град, известен със своите средновековни замъци. В днешно време градът е квартал на Мишколц.
Основан е на 6 февруари 1910 в Австро-Унгария. Домакинските си мачове играе на стадион „ДВТК“ в Мишколц, с капацитет 15 325 зрители.

## Предишни имена
| Години      | Име                                                               |
| ----------- | ----------------------------------------------------------------- |
| 1910 – 1938 | „Диошдьор ВТК“ Diósgyőri VTK                                      |
| 1938 – 1945 | „Диошдьор МАВАГ СК“ (сливане с Диошдьор АК) Diósgyőri MÁVAG SC    |
| 1945 – 1951 | „Диошдьор ВТК“ Diósgyőri VTK                                      |
| 1951 – 1956 | „Диошдьор Вашаш“ Diósgyőri Vasas                                  |
| 1956 – 1992 | „Диошдьор ВТК Мишколц“ Diósgyőri VTK Miskolc                      |
| 1992 – 2000 | „Диошдьор ФК“ Diósgyőr FC                                         |
| 2000 – 2003 | „Диошдьор ВТК“ Diósgyőri VTK                                      |
| 2003 – 2004 | „ДВТК 1910“ DVTK 1910                                             |
| 2004 – 2005 | „Диошдьор-Балатон ФК“ (сливане с Балатон ФК) Diósgyőri Balaton FC |
| 2005 – 2007 | „Диошдьор ВТК“ Diósgyőri VTK                                      |
| 2007 – 2008 | „Диошдьор ВТК-БОРСОДИ“ Diósgyőri VTK-BORSODI                      |
| от 2008     | „Диошдьор ВТК“ Diósgyőri VTK                                      |

## Успехи
- Първа унгарска футболна лига:
  -  Бронзов медалист (1): 1979
- Купа на Унгария по футбол:
  -  Носител (2): 1977, 1980
  -  Финалист (4): 1942, 1965, 1981, 2014
- Купа на Лигата на Унгария:
  -  Носител (1): 2013/14
- Втора лига:
  -  Победител (6): 1949/50, 1953, 1956, 1962/63, 1973/74, 2010/11

## Български футболисти
- Божидар Чорбаджийски: 2023... - (25 мача - 1 гол...)